# Abd al-Qadir al-Badri

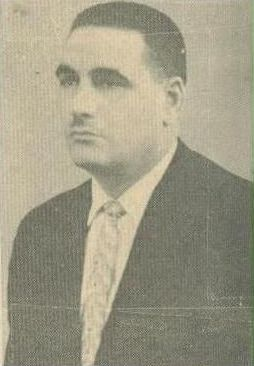
Abdulkader al-Badri

Abd al-Qadir al-Badri, mit Vornamen auch Abdulkader oder Abdul Kadir (arabisch عبد القادر البدري, DMG ʿAbd al-Qādir al-Badrī; * 8. Dezember 1921; † 13. Februar 2003 in Bengasi) war vom 2. Juli 1967 bis zum 25. Oktober 1967 Generalsekretär des Allgemeinen Volkskomitees in Libyen und somit Libyens Premierminister.